# 城山駅
城山駅（しろやまえき）は、かつて北海道釧路市にあった太平洋石炭販売輸送城山線の貨物駅である。

## 歴史
- 1937年（昭和12年）1月10日：釧路臨港鉄道当駅 - 東釧路駅間の延伸開業に伴い、起点駅として開業。
- 1963年（昭和38年）11月1日：旅客営業廃止。
- 1979年（昭和54年）4月30日：太平洋石炭販売輸送城山線の駅となる。
- 1985年（昭和60年）6月1日：城山線廃線に伴い廃駅となる。

## 駅跡
釧路川リバーサイド左岸緑地として整備されている。

## 隣の駅
太平洋石炭販売輸送
城山線
東釧路駅 - 城山駅
1963年（昭和38年）11月1日までは当駅と東釧路駅の間に材木町駅が存在した。